# Dispur
Dispur este un oraș în India.